# 動力 (企業)
株式会社動力（どうりょく、DORYOKU Co., Ltd.）は、太陽光発電システム等を中心とした住宅用設備の施工を行う会社である。

## 拠点
- 本社・三河営業所 (愛知県安城市三河安城東町)
- 人材開発センター (愛知県安城市三河安城東町)
- 東北営業所 (宮城県仙台市泉区)
- 東京営業所 (東京都墨田区)
- 名古屋営業所 (愛知県名古屋市中区)
- 中国営業所 (広島県広島市西区)
- 九州営業所 (福岡県福岡市博多区)

## 沿革
- 2008年12月 - 愛知県蒲郡市に環境商材の販売施工を目的として株式会社スズキ太陽技術を設立
- 2009年10月 - 電気工事業登録
- 2015年8月 - 東京証券取引所TOKYO PRO Marketへ上場[1]
- 2015年12月 - 高島株式会社よりTAKグリーンサービス株式会社の株式を取得（子会社化）[2]
- 2016年2月 - 有限会社大香電工の株式を取得（子会社化）[3]
- 2016年4月 - 旧TAKグリーンサービス、大香電工を合併。商号を株式会社動力に変更[4]